# Leucopternis melanops
Leucopternis melanops е вид птица от семейство Ястребови (Accipitridae).

## Разпространение
Видът е разпространен в Бразилия, Венецуела, Гвиана, Еквадор, Колумбия, Перу, Суринам и Френска Гвиана.